# Grivasti jelen
Grivasti jelen (lat.:Rusa timorensis ) jelen je porijeklom iz Indonezije i Istočnog Timora.

## Taksonomija
Postoji sedam podvrsta grivastog jelena:
- R. t. timorensis (Timor rusa jelen) – Timor .
- R. t. djonga – otoci Muna i Butung.
- R. t. floresiensis (Flores rusa deer) – Flores i drugi otoci.
- R. t. macassaricus (Celebes rusa jelen) – Celebes .
- R. t. moluccensis (Moluccan rusa deer) – Molučki otoci .
- R. t. renschi – Bali .
- R. t. Russa (Javan rusA jelen) – Java .

## Karakteristike
Grivasti jelen je tamno crnosmeđe boje sa sivim čelom. Leđa su mu gotovo crna, donji dio i unutarnja strana bedara su žućkasto smeđe boje. Trbuh je svjetlosmeđe boje, a repni pramen tamno crnosmeđi. Dlaka je gruba i dulja na prsima nego na preostalom tijelu. Uši su mu široke i malo kraće od glave. Rogovi su srednje dugi i prilično široki, a gornji dio roga zakrivljen je prema naprijed. Srndaći se rađaju bez mrlja. Mužjaci su veći od ženki; duljina od glave do repa varira od 142 to 185 cm, dok je dužina repa 20 cm. Mužjaci teže 152–160 kg, ženke oko 74 kg.

## Rasprostranjenost i stanište
Grivasti jelen izvorno se javlja na otocima Java, Bali i Timor u Indoneziji, a može ga se pronaći i na ostalim oceanskim otocima.

## Ekologija
Grivasti jeleni aktivni su uglavnom u ranim jutarnjim i kasnim popodnevnim satima. Rijetko ih se viđa na otvorenom i vrlo im je teško prići zbog njihovih oštrih osjetila i opreznih instinkta. 
Iako žive u stadima, jedinke se mogu pronaći i same. Kad hoće uzbuniti stado, jelen ispušta zvuk izuzetno glasnog trubljenja. Ovo je alarmni poziv i upozorava na opasnost u blizini. 
Kao i kod ostalih vrsta jelena, grivasti jelen se uglavnom hrani travom, lišćem i otpalim plodovima. Ne piju vodu, a svu potrebnu tekućinu dobiva iz hrane.

### Grabežljivci
Glavni grabežljivci grivastog jelena su javanski leopard, azijski divlji psi, krokodili, pitoni i komodo varan.

### Reprodukcija
Grivasti jeleni pare se od srpnja do kolovoza, kada se mužjaci natječu pozivanjem glasnog laveža i dvobojem rogovima. Srna rodi jedno ili dva mladunca nakon inkubacije od 8 mjeseci. Srnad se osamostaljuje nakon 6 do 8 mjeseci, a spolnu zrelost postiže za 3 do 5 godina, ovisno o uvjetima staništa. Grivasti jeleni žive 15 do 20 godina i u divljini i u zatočeništvu.

## Vanjske poveznice
- Rusa deer. Animalia
- Rusa timorensis. Animal Diversity Web. University of Michigan
- Feral rusa deer. Queensland Government, Australia. 18. svibnja 2020. Pristupljeno 27. lipnja 2020.